# Santa Maria de Vilalba Sasserra
Santa Maria de Vilalba Sasserra és una obra del municipi de Vilalba Sasserra (Vallès Oriental) inclosa en l'Inventari del Patrimoni Arquitectònic de Catalunya.

## Descripció
És un edifici religiós d'una sola nau. L'absis romànic fou destruït en allargar el presbiteri. El presbiteri actual és quadrat i de carreus. El campanar és de secció quadrada i d'un sol cos coronat amb quatre buits per contenir les campanes. Aquests buits tenen obertures de mig punt i dues gàrgoles damunt. Al cim hi ha merlets i un cos piramidal. Hi ha una portalada, a l'oest, que és quadrada i una altra cap al sud que és de mig punt, senzilla, que està tapiada, probablement era la porta de l'església romànica. A l'interior hi ha un arc triomfal de mig punt. Té dues capelles. La de la dreta és del segle xviii i té volta rebaixada.

## Història
Aquesta parròquia va rebre, abans del segle xiv, diverses denominacions. Així, en els documents anteriors al segle xi li donen el nom de Santa Maria de Vulpiliariis o Vullpayeriis i també el de Santa Maria de Serta. El 1130, en l'acta de consagració de l'església de Collsabadell, hi consta com a dependent d'aquesta, a la qual estigué unida fins a mitjan segle xv. Se sap que l'any 1609 es donà permís per ampliar l'església. El 1446 era unida a la de Sant Andreu de Vallgorguina.
A principis del segle XX la parròquia es va traslladar a la nova església de Santa Maria al nucli de Trentapasses.